# Hegedűs János (labdarúgó)
Hegedűs János (Budapest, 1996. október 4. –) magyar labdarúgó,  hátvéd, a román élvonalbeli Csíkszereda játékosa.

## Pályafutása

### Klubcsapatokban
Hegedűs János Budapesten született, majd a Budaörsi SC csapatánál ismerkedett a labdarúgás alapjaival. 2011-ben került a szombathelyi Illés Béla Labdarúgó Akadémiára, majd lett az NB I-ben szereplő Szombathelyi Haladás játékosa. Az élvonalban a 2014–2015-ös szezon tavaszi felében kapott először lehetőséget, két mérkőzésen lépett pályára, majd 2015 nyarán egy évre nevelőegyütteséhez, az akkor másodosztályú Budaörsi SC-hez került kölcsönbe. A 2015–2016-os NB II-es idényben 29 bajnokin lépett pályára és két gólt szerzett. A következő szezont már újra a Haladás csapatánál kezdte, Mészöly Géza pedig megadta a lehetőséget a fiatal hátvédnek, aki 2016. augusztus 8-án megszerezte első élvonal beli gólját is az MTK ellen.  Ezt követően stabil csapattag lett, az őszi szezonban 16 bajnokin lépett pályára, teljesítményével pedig kiérdemelte, hogy a Nemzeti Sport beválassza az ősz válogatottjába, valamint több csapat érdeklődését is felkeltette.
2017. január 10-én a másodosztályú Puskás Akadémiához írt alá három és fél éves szerződést. 2018. október 20-án, a 2018-2019-es idény 11. fordulójában 60 méterről lőtt szabadrúgásgólt a Ferencváros ellen, csapata pedig 1–0-ra megnyerte a mérkőzést. A következő fordulóban, a Diósgyőri VTK ellen szintén szabadrúgásból szerzett győztes találatot. Teljesítményével külföldi klubok, így az olasz élvonalbeli SPAL érdeklődését is felkeltette. 2020. január 9-én hivatalosan is bejelentették, hogy a 2020–2021-es idény kezdetétől a Diósgyőri VTK-ban folytatta pályafutását. A piros–fehéreknél három szezonban 50 bajnoki mérkőzésen lépett pályára, és 3 gólt szerzett.
2022. december 16-án bejelentették, hogy szerződést kötött a Vasassal. Öt bajnokin és három kupamérkőzésen lépett pályára a csapat színeiben, majd szerződése lejárta után a Pakshoz igazolt.

### A válogatottban
2018 májusában Georges Leekens szövetségi kapitány meghívta őt a magyar válogatott júniusi Fehéroroszország és Ausztrália elleni mérkőzéseire készülő keretébe.

## Sikerei, díjai
Puskás Akadémia
- NB II bajnok (1): 2016–17
- Magyar kupa ezüstérmes (1): 2017–18

 Diósgyőri VTK
- NB II bajnok (1): 2022–23